# Veľké Ripňany
Veľké Ripňany és un poble i municipi d'Eslovàquia que es troba a la regió de Nitra, al sud-oest del país.
Està situat al nord de la regió, prop del riu Nitra (conca hidrogràfica del Danubi) i de la frontera amb les regions de Trnava i Trenčín.

## Història
La primera menció escrita de la vila es remunta al 1156.

## Demografia
| Godina             | 1994 | 2004   | 2014   | 2024   |
| ------------------ | ---- | ------ | ------ | ------ |
| Nombre de persones | 2139 | 2127   | 2120   | 2094   |
| Diferència         |      | −0,56% | −0,32% | −1,22% |

| Godina             | 2023 | 2024   |
| ------------------ | ---- | ------ |
| Nombre de persones | 2079 | 2094   |
| Diferència         |      | +0,72% |